# Distrikt Ocoña
Der Distrikt Ocoña liegt in der Provinz Camaná in der Region Arequipa im Südwesten von Peru. Gegründet wurde der Distrikt am 2. Januar 1857. Der Distrikt Ocoña hat eine Fläche von 1421 km². Beim Zensus 2017 wurden 4171 Einwohner gezählt. Im Jahr 1993 lag die Einwohnerzahl bei 4295, im Jahr 2007 bei 4540. Sitz der Distriktverwaltung ist die 12 m hoch gelegene Ortschaft Ocoña mit 1365 Einwohnern (Stand 2017). Ocoña liegt am Ostufer des Río Ocoña unmittelbar oberhalb dessen Mündung in den Pazifischen Ozean. Ocoña liegt 47 km westnordwestlich der Provinzhauptstadt Camaná. Die Nationalstraße 1S (Panamericana) verläuft entlang der Meeresküste.

## Geographische Lage
Der Distrikt Ocoña liegt im Südwesten der Provinz Camaná. Der Distrikt besitzt eine etwa 35 km lange Küstenlinie und reicht knapp 50 km ins Landesinnere. Das Gebiet besteht hauptsächlich aus Wüste. Lediglich entlang dem Flusslauf des Río Ocoña wird bewässerte Landwirtschaft betrieben.
Der Distrikt Ocoña grenzt im Westen an den Distrikt Atico (Provinz Caravelí), im Nordwesten an den Distrikt Mariano Nicolás Valcárcel, im Norden an den Distrikt Andaray, im Nordosten an den Distrikt Chuquibamba (die letzten beiden in der Provinz Condesuyos) sowie im Südosten an den Distrikt Mariscal Cáceres.